# Itoplectis homonae
Itoplectis homonae är en stekelart som beskrevs av Jinhaku Sonan 1930. Itoplectis homonae ingår i släktet Itoplectis och familjen brokparasitsteklar. Inga underarter finns listade i Catalogue of Life.